# Dafna
Dafna (hebrejsky דַּפְנָה, anglicky Dafna) je vesnice typu kibuc v Izraeli, v Severním distriktu, v Oblastní radě ha-Galil ha-Eljon (Horní Galilea).

## Geografie
Leží v nadmořské výšce 139 metrů na pomezí Chulského údolí a Golanských výšin v Horní Galileji, nedaleko pramenišť řeky Jordán, z nichž jedno (řeka Dan) protéká přímo vesnicí. Dafna leží a cca 38 kilometrů severně od břehů Galilejského jezera.
Vesnice se nachází cca 50 kilometrů severoseverovýchodně od Tiberiasu, cca 152 kilometrů severovýchodně od centra Tel Avivu a cca 77 kilometrů severovýchodně od centra Haify. Je situována v zemědělsky intenzivně využívaném pásu. Dafnu obývají Židé, přičemž osídlení v tomto regionu je zcela židovské. Výjimkou je skupina drúzských měst na Golanských výšinách cca 10 kilometrů východním směrem.
Dafna je na dopravní síť napojena pomocí dálnice číslo 99.

## Dějiny
Dafna byla založena v roce 1939. Šlo o vesnici založenou jako opevněné sídlo typu Hradba a věž (Choma u-migdal). Zároveň šlo o součást bloku židovských osad takzvaných Usiškinových pevností - Mecudot Usiškin (מצודות אוסישקין), které Židovská agentura v této době zřizovala v Horní Galileji kvůli posílení židovských vojenských a demografických pozic v tomto regionu. Vesnice Dafna navazuje na židovské sídlo Dafni (דפני), o kterém se počátkem našeho letopočtu zmiňuje Flavius Iosephus. Zakladateli novověké Dafny byli židovští přistěhovalci z Litvy, Polska a Německa, kteří zformovali už roku 1932 přípravnou skupinu, jež procházela zemědělským výcvikem v Nes Cijona. Před rokem 1948 byla Dafna jedním z výcvikových míst pro elitní židovské jednotky Palmach.
Během války za nezávislost v roce 1948 probíhaly v okolí vesnice těžké boje. Až do roku 1948 se v okolí Dafny nacházely i arabské vesnice. Cca 1 kilometr severním směrem to byla vesnice Shawka al-Tahta. Shawka al-Tahta měla roku 1931 136 obyvatel a v roce 1948 zde žilo 232 lidí. Vesnice byla v květnu 1948, v počáteční fázi války za nezávislost dobyta jednotkami Palmach v rámci Operace Jiftach a její obyvatelé uprchli. Zástavba v Shawka al-Tahta pak byla zcela zbořena.
Roku 1949 měl kibuc Dafna už 562 obyvatel a rozkládal se na ploše 3200 dunamů (3,2 kilometrů čtverečních).
Ekonomika kibucu je založena na zemědělství (4,227 kilometrů čtverečních zemědělských pozemků) a turistice. V obci také působí firma Dafna Industries zaměřená na výrobu bot. Od roku 2000 prošel kibuc Dafna privatizací a jeho členové jsou již odměňováni individuálně, podle vykonané práce. Zároveň začal proces otevírání obce novým obyvatelům, kteří si zde mohou zbudovat soukromý rodinný dům. První takové domy zde byly dostavěny roku 2006. V Dafně fungují zařízení předškolní péče a střední škola. Základní školství je k dispozici v Kfar Gil'adi. V kibucu je zdravotní středisko, poštovní úřad, obchod, bazén, sportovní areály a synagoga.

## Demografie
Obyvatelstvo Dafna je sekulární. Podle údajů z roku 2014 tvořili naprostou většinu obyvatel v Dafna Židé (včetně statistické kategorie "ostatní", která zahrnuje nearabské obyvatele židovského původu ale bez formální příslušnosti k židovskému náboženství).
Jde o menší sídlo vesnického typu s dlouhodobě mírně rostoucí populací, která po roce 2008 prudce stoupla. K 31. prosinci 2014 zde žilo 882 lidí. Během roku 2014 klesla populace o 0,1 %.
| Rok            | 1948 | 1949 | 1961 | 1972 | 1983 | 1995 | 2001 | 2003 | 2004 | 2005 | 2006 | 2007 | 2008 | 2009 | 2010 | 2011 | 2012 | 2013 | 2014 |
| -------------- | ---- | ---- | ---- | ---- | ---- | ---- | ---- | ---- | ---- | ---- | ---- | ---- | ---- | ---- | ---- | ---- | ---- | ---- | ---- |
| Počet obyvatel | 571  | 562  | 577  | 576  | 666  | 595  | 548  | 552  | 551  | 555  | 580  | 592  | 600  | 859  | 886  | 876  | 875  | 883  | 882  |